# A Temperamental Wife
A Temperamental Wife è un film muto del 1919 diretto da David Kirkland. Fu l'dattamento cinematografico del lavoro teatrale Information Please di Jane Cowl e Jane Murfin che andò in scena a Broadway il 2 ottobre 1918.

## Trama
La capricciosa Billie Billings decide che prenderà al laccio uno scapolo impenitente, il senatore Newton del Nevada e che si farà sposare da lui. L'impresa le riesce ma, in viaggio di nozze, scopre che Smith, il segretario del marito, è in realtà una segretaria. Gelosa, vorrebbe imporre al marito di licenziare la segretaria, ma Newton rifiuta di ascoltare le sue richieste. Lei, per ripicca, si mette allora a flirtare con un conte francese con cui si reca, da sola, in una locanda di campagna.
Il conte si ubriaca e Billie insiste nel voler dormire in camere separate. Il dottor Wise, un amico di Billie, arriva alla locanda con Smith. La segretaria, che è sposata, è accompagnata dal marito e dai suoi bambini, due gemelli. Con loro, c'è anche Newton. Smith placa finalmente la gelosia di Billie: di nuovo soli, i due sposi riuniti possono concedersi una seconda luna di miele.

## Produzione
Il film fu prodotto dalla Constance Talmadge Film Company (A John Emerson-Anita Loos Production).

## Distribuzione
Distribuito dalla First National Exhibitors' Circuit, il film - presentato da Joseph M. Schenck - uscì nelle sale cinematografiche USA il 14 settembre 1919.
Copia della pellicola viene conservata negli archivi della Library of Congress.